# Чулково (Нижньогородська область)
Чулково (рос. Чулково) — село в Вачському районі Нижньогородської області Російської Федерації.
Населення становить 750 осіб. Входить до складу муніципального утворення Чулковська сільрада.

## Історія
Від 2009 року входить до складу муніципального утворення Чулковська сільрада.

## Населення
| 1859 | 1897 | 1905 | 1926 | 1999 | 2002 | 2010 |
| ---- | ---- | ---- | ---- | ---- | ---- | ---- |
| 737  | ↗752 | ↗926 | ↘893 | ↗933 | ↘809 | ↘750 |